# Лиса Ан
Лиса Ан Корпора (на английски: Lisa Ann Corpora), известна като Лиса Ан, е американска порнографска актриса и режисьор на порнографски филми, спортна радиоводеща.

## Ранен живот
Родена е на 9 май 1972 година в град Истън, щата Пенсилвания, САЩ. Тя е от италиански произход.

## Кариера
През 1990 г. започва да работи като еротична танцьорка, за да плати разходите си в колеж, където става сертифициран дентален асистент.
Дебютира като актриса в порнографската индустрия през 1994 г., когато е на 22-годишна възраст. През 1997 г. се отказва от кариерата си в порното, поради страх от СПИН. След това прекарва няколко години изявявайки се като екзотична танцьорка в различни стриптийз клубове преди да се върне към секс индустрията като агент, а по-късно и като изпълнителка.
От 2006 г. започва да се изявява и като агент на порноактьори, като създава компанията Clear Talent Management, а сред нейните клиенти личат Джена Пресли, сестрите Мия Роуз и Ава Роуз.
В редица свои филми и участия Лиса Ан имитира бившата кандидатка за вицепрезидент на САЩ Сара Пейлин. По време на предизборната кампания през 2012 г. Ан, с външен вид, имитиращ Пейлин, прави демонстративен стриптийз в нощен клуб в Тампа, когато в града се провежда конгрес на републиканците, показвайки, че Мит Ромни не е човекът, когото порноактрисата иска да види по време на следващия мандат в Белия дом. Тя споделя в своите интервюта, че е доволна от подкрепата на Обама за еднополовите бракове, от здравната му реформа и правото на жената да се предпазва от бременност и да прави аборт, както и като представител на порноиндустрията от данъчната политика на американското правителство.
Поставена е на пето място в класацията на списание „Комплекс“, наречена „Топ 100 на най-горещите порнозвезди (точно сега)“ от юли 2011 г.
През април 2013 г. „Ню Йорк поуст“ съобщава, че Лиса Ан е най-популярната жена порнозвезда според данни, предоставени от уебсайта Pornhub.
Включена е в списъка на „Мръсната дузина: най-популярните звезди в порното“ на телевизионния канал CNBC. Следваща година телевизията прави втори пореден такъв списък, отнасящ се вече конкретно към 2012 г., в който Ан отново намира място. Попада в „Мръсната дузина“ на CNBC и през 2014 г. и 2015 г.
На 15 декември 2014 г. Лиса Ан анонсира на своята страница във Фейсбук края на кариерата си като изпълнителка в порнографски филми.
През 2018 г. възобновява кариерата си на порнографска актриса.
Режисьор
През 2013 г. Лиса Ан дебютира като режисьор с порнофилма „MILF революция“.
Мейнстрийм изяви
Участва във видеоклиповете на песните „We Made You“ (2009) на Еминем и „Dead Bite“ на американската рап метъл група Hollywood Undead.
През март 2010 г. участва заедно с други порноактьори в порицаваща Интернет пиратството социална реклама на Коалицията за свободно слово.
По време на Европейското първенство по футбол през 2012 г. в Полша и Украйна Лиса Ан привлича медийното внимание с това, че праща есемес „с мръсно съдържание“ на футболиста на националния отбор на Португалия Кристиано Роналдо с идеята да му повдигне настроението след загубата на Португалия от Германия с 0:1.
Участва в документалния филм „Aroused“ (2013 г.) за живота на 16 от най-популярните порнографски филмови актриси.
На 15 декември 2015 г. са публикувани нейните мемоари, озаглавени „Животът“.

## Награди и номинации
Зали на славата
- 2009: AVN зала на славата.[32][33]
- 2011: Urban X зала на славата.[34]
- 2013: XRCO зала на славата.[35][36][37]

Носителка на награди
- 2006: CAVR награда за най-добро завръщане.[38]
- 2007: XRCO награда за най-добро завръщане.[32][39][40]
- 2007: Adam Film World награда за порно завръщане на годината.[41]
- 2009: AVN награда за MILF изпълнител на годината.[32][33]
- 2009: AEBN VOD награда за изпълнител на годината.[42]
- 2010: XRCO награда за MILF на годината.[32][39]
- 2010: F.A.M.E. награда за любим MILF (кугър).[43]
- 2011: XBIZ награда за MILF изпълнител на годината.[44]
- 2011: Urban X награда за най-добър MILF изпълнител.[34]
- 2011: AEBN VOD награда за изпълнител на годината.[45]
- 2012: Urban X награда за MILF изпълнител на годината.[46]
- 2012: NightMoves награда за най-добър MILF изпълнител (избор на феновете).[47]
- 2012: NightMoves награда за най-добър MILF изпълнител (избор на феновете).[47]
- 2012: Exotic Dancer награда за изпълнение в порнографски филм.[48]
- 2013: NightMoves награда за звезда в социалните медии (избор на авторите).[49]
- 2014: AVN награда на феновете за най-гореща MILF.[50]
- 2014: NightMoves награда за най-добра MILF изпълнителка (избор на феновете).[51]
- 2016: XBIZ награда за кросоувър звезда на годината.[52]

Номинации за индивидуални награди
- 2006: Номинация за CAVR награда за MILF на годината.[38]
- 2007: Номинация за XRCO награда за MILF на годината.[39]
- 2009: Номинация за XRCO награда за MILF на годината.[32][39]
- 2010: Номинация за AVN награда за най-добра актриса.[32][53]
- 2010: Номинация за XBIZ награда за Crossover звезда на годината.[54]
- 2010: Финалистка за F.A.M.E. награда за любима жена звезда.[55]
- 2010: Финалистка за F.A.M.E. награда за любима орална звезда.[55]
- 2010: Финалистка за F.A.M.E. награда за любимо дупе.[55]
- 2010: Номинация за NightMoves награда за най-добра MILF изпълнителка.[56]
- 2011: Номинация за XRCO награда за MILF на годината.[32][57][58]
- 2012: Номинация за AVN награда за MILF изпълнителка на годината.[32][59]
- 2012: Номинация за AVN награда за Crossover звезда на годината.[32][59]
- 2012: Номинация за XRCO награда за MILF на годината.[32]
- 2012: Номинация за NightMoves награда за най-добра звезда в социалните мрежи.[60]
- 2013: Номинация за AVN награда за Crossover звезда на годината.[61]
- 2013: Номинация за AVN награда за MILF изпълнител на годината.[62]
- 2013: Номинация за XRCO награда за MILF на годината.[35]
- 2013: Номинация за NightMoves награда за най-добра екзотична танцьорка.[63]
- 2013: Номинация за NightMoves награда за най-добра звезда в социалните медии.[63]
- 2013: Номинация за NightMoves награда за най-добри гърди.[63]
- 2014: Номинация за AVN награда за MILF изпълнителка на годината.[64]
- 2014: Номинация за XRCO награда за MILF на годината.[65]

Номинации за награди за изпълнение на сцени
- 2008: Номинация за AVN награда за най-добра POV секс сцена – за изпълнение на сцена във филма „POV плакати 4“.[66]
- 2011: Номинация за AVN награда за най-добра орална секс сцена – за изпълнение на сцена във филма „Масивно върху лицето 2“.[67]

Други признания и отличия
- 2010: трето място в конкурса Мис FreeOnes.[68]
- 2011: четвърто място в конкурса Мис FreeOnes.[68]
- 2011: 4-то място в класацията на списание „Комплекс“ – „15-те най-горещи порнозвезди над 30“, публикувана през месец март 2011 г.[69]
- 2011: 5-о място в класацията на списание „Комплекс“, наречена „Топ 100 на най-горещите порнозвезди (точно сега)“.[13]